# Peter Dorf Pedersen
Peder Dorf Pedersen (Rostrup, 1897. január 28. – 1967. szeptember 13.) olimpiai ezüstérmes dán tornász.
Az 1920. évi nyári olimpiai játékokon indult tornában és a svéd rendszerű csapat összetettben ezüstérmes lett.
Klubcsapata a DDS&G's Hold volt.